# Pedaria decorsei
Pedaria decorsei är en skalbaggsart som beskrevs av Antoine Boucomont 1922. Pedaria decorsei ingår i släktet Pedaria och familjen bladhorningar. Inga underarter finns listade i Catalogue of Life.